# Synanthedon maculiventris
Synanthedon maculiventris là một loài bướm đêm thuộc họ Sesiidae. Nó được tìm thấy ở Cameroon.